# Hirohashi Yuriko
Hirohashi Yuriko (jap. 広橋 百合子; * 12. Mai 1916 in der Präfektur Ishikawa; † April 1977 in Tsubata, Präfektur Ishikawa) war eine japanische Hochspringerin.
Bei den Olympischen Spielen 1932 in Los Angeles erreichte sie den achten Platz mit einer Sprunghöhe von 1,50 m. Ihre persönliche Bestleistung von 1,52 m stellte sie ebenfalls im Jahr 1932 auf.